# Carmen Menayo
Carmen Menayo Montero (Puebla de la Calzada, Badajoz; 14 de abril de 1998) es una futbolista española. Juega como defensa central o lateral izquierdo, aunque ha jugado como extrema y delantera, y su equipo actual es el Atlético de Madrid de la Primera División Femenina de España. Ha disputado más de 50 partidos internacionales con las categorías inferiores de la selección española.

## Trayectoria

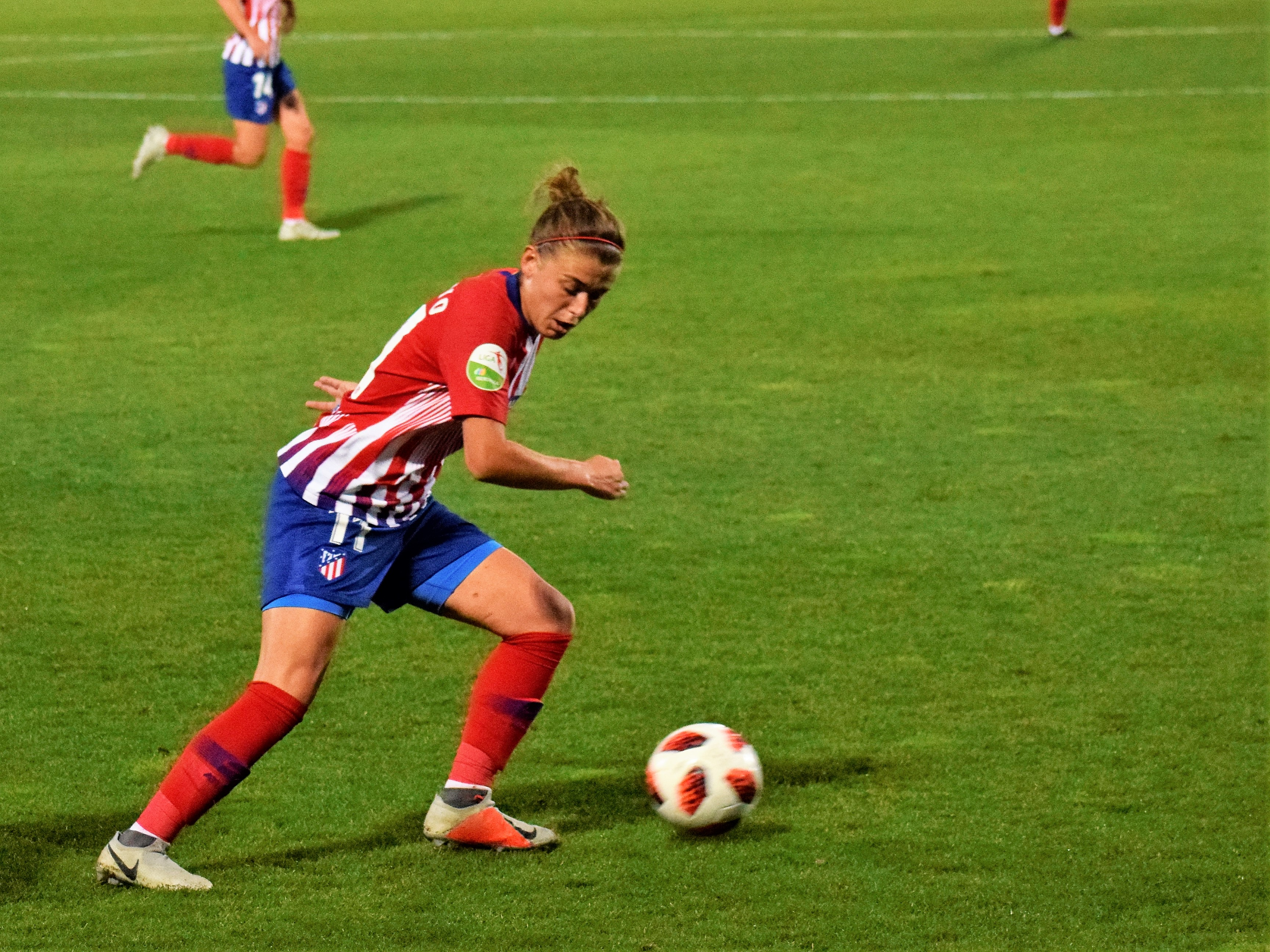
Carmen Menayo en 2018

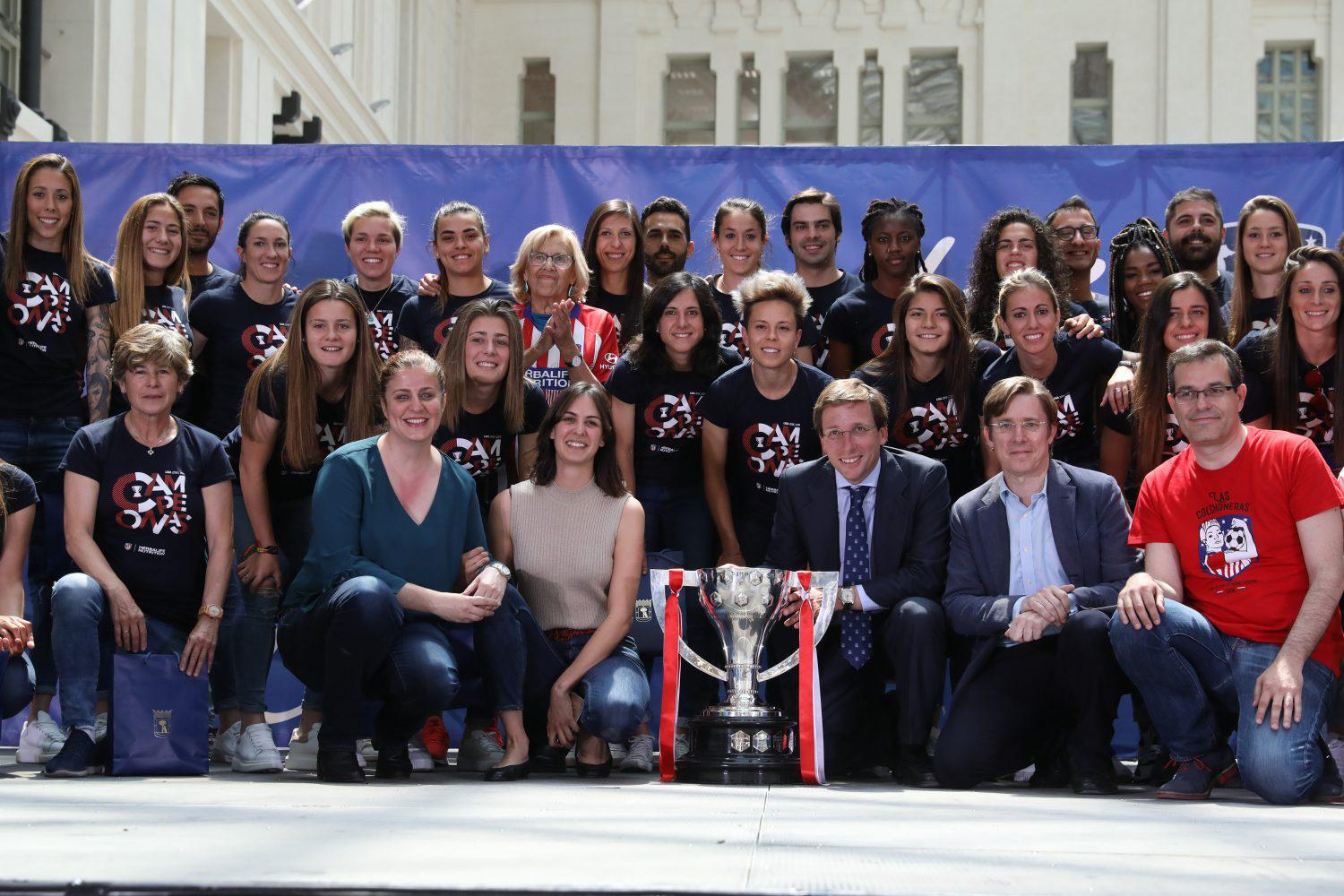
La alcaldesa recibe al equipo femenino del Atlético de Madrid ganador de la Liga Iberdrola 2019

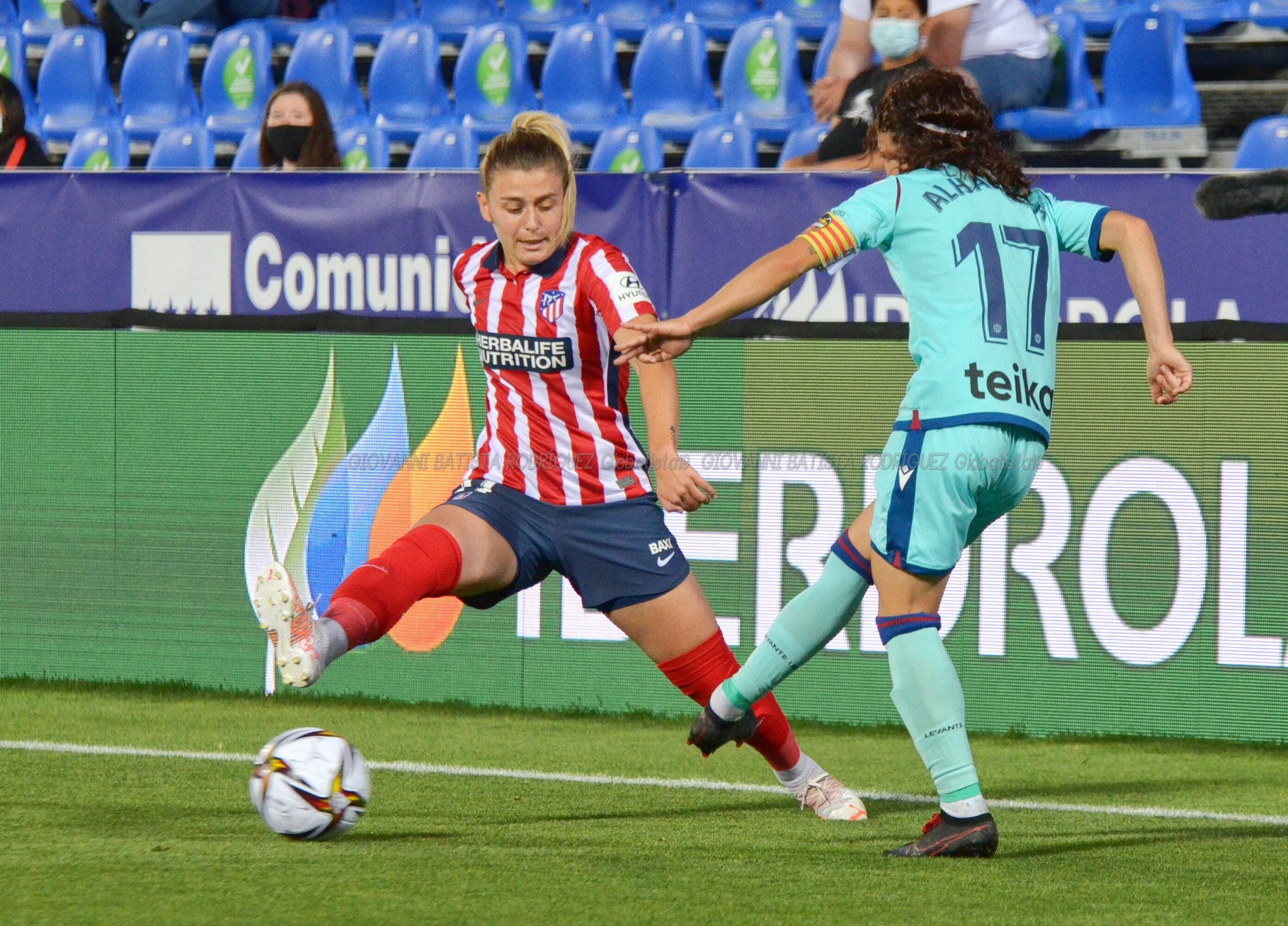
Carmen Menayo con el Atlético de Madrid

### Inicios
Carmen empezó a jugar al fútbol en el colegio y entró en la escuela de fútbol a los 6 o 7 años. En noviembre de 2007 jugó su primer partido oficial entra en el equipo benjamín de la Escuela de Fútbol de Puebla de la Calzada. Su entrenador, Francis González, detectó que Carmen destacaba y que los entrenadores rivales le preguntaban si iba a jugar ella y que le decían que entonces no tenían opciones de ganar. Mientras iba subiendo categorías ella era la única jugadora femenina del equipo.
Con 10 años fue convocada por la Selección Extremeña de fútbol sub-12, convocatoria a la que seguirían muchas más. Ángeles Aguilera, vicepresidenta de la Federación, la definió como muy comprometida y con ganas de crecer y competir.

### Santa Teresa
El 19 de junio de 2014 fichó por el Santa Teresa Club Deportivo, que acababa de ascender a la Primera División femenina. Debutó en la Primera División Femenina de España el 7 de septiembre de 2014, con 16 años, en la derrota de su equipo contra el Transportes Alcaine por 3 a 1. Fue titular durante toda la temporada y sólo se perdió un partido por convocatoria con la selección de España Sub-17 y marcó un gol. Aunque llegó al equipo como extremo izquierdo o delantero, fue retrasando su posición hasta el lateral, y con la lesión de Paralejo su entrenador, Juan Carlos Antúnez, la reconvirtió a defensa central. El equipo terminó la temporada en novena posición, logrando el objetivo de mantener la categoría.
En la temporada 2015-16 siguió siendo titular y sólo se perdió dos encuentros. El equipo volvió a permanecer en Primera División al terminar en undécima posición.

### Atlético de Madrid
Siempre deseó estudiar fisioterapia en Madrid y en 2016, tras rechazar varias ofertas de otros clubes,  le surgió la oportunidad de jugar con el Atlético de Madrid, con el que podía complementar la práctica del fútbol con sus estudios. El 5 de julio de 2016 el club hizo oficial su fichaje. Lola Romero declaró que el fichaje le presentaba dudas por su juventud pero María Vargas, directora deportivo del equipo, la convenció de ficharla por sus actuaciones con el Santa Teresa y las categorías inferiores de la selección española.
Debutó con el club rojiblanco el 3 de septiembre de 2016 al sustituir a Silvia Meseguer en el minuto 85 del primer partido de liga ante el Rayo Vallecano, que concluyó con victoria atlética por 2 a 0. El 7 de mayo de 2017 marcó su primer gol con el Atlético de Madrid, en el partido de liga que en el club rojiblanco ganó por tres a cero al Granadilla. Esa temporada disputó 21 partidos de liga, contribuyendo al primer campeonato de Primera División del club tras su refundación. Según Carmen la clave del éxito fue estar unidas como grupo y la regularidad. También fue titular en los tres partidos de la Copa de la Reina, donde quedaron subcampeonas al ser derrotadas por 4 a 1 por el Barcelona.
En la temporada 2017-18 el entrenador, Ángel Villacampa, cambió su posición del lateral izquierdo a central, acompañando a Andrea Pereira en el eje de la zaga. Menayo disputó 26 de los 30 partidos de liga, además de debutar en Champions League el 4 de octubre de 2017 con derrota por 0-3 ante el Wolfsburgo. El Atlético de Madrid volvió a ganar la liga esa temporada y a quedar subcampeón en la Copa de la Reina.
En verano de 2018 la Federación Extremeña de Fútbol produjo un documental sobre su trayectoria, que fue estrenado en la Casa de la Cultura de Puebla de la Calzada y que se proyectó en marzo de 2019 en el Ateneo de Madrid promovido por la Peña Las Colchoneras dentro del programa dedicado al boom del fútbol femenino.
En la temporada 2018-19 mantuvo la titularidad con el cambio de entrenador. José Luis Sánchez Vera volvió a colocarla en el lateral izquierdo. Jugó 26 de los 30 partidos de Liga, además de jugar los 4 encuentros de Champions League y los 3 de Copa de la Reina como titular. En la jornada 13 marcó un gol por la escuadra desde fuera del área al Espanyol. El 7 de marzo de 2019 fue seleccionada entre las cinco finalistas en su puesto para el premio Fútbol Draft. El 5 de mayo de 2019 conquistó su tercer campeonato de Liga, dando una asistencia de gol a Ángela Sosa. Disputó la final de la Copa de la Reina, torneo, en el que el Atlético cayó ante la Real Sociedad.
Comenzó la temporada 2019-20 compartiendo minutos con la recién llegada Kylie Strom, pero tras la dimisión de José Luis Sánchez Vera y la llegada de Pablo López en octubre se convirtió en titular indiscutible. Fue nombrada jugadora de la jornada 12 por el diario Marca y por el patrocinador del torneo, Iberdrola. Además fue elegida mejor jugadora de la primera vuelta por votación popular. Jugó 18 partidos de liga y dio 4 asistencias antes de que se suspendiera con motivo de la pandemia del Covid-19 y quedando subcampeona de liga. Disputó la semifinal la Supercopa en la que cayeron derrotadas por el F. C. Barcelona y el partido de octavos de final de la Copa de la Reina ante el Betis en el que pasaron las sevillanas al vencer en la tanda de penaltis. En la Liga de Campeones disputó cuatro de los cinco encuentros que disputó el equipo hasta caer en los cuartos de final ante el F. C. Barcelona.
En la pretemporada 2020-21 sufrió una lesión del Ligamento cruzado anterior. En diciembre fue nombrada tercera capitana del equipo, capitamía que mantuvo hasta el comienzo de la temporada siguiente. Regresó a los terrenos de juego el mayo de 2021. Ese año el Atlético de Madrid tuvo una campaña irregular en la que ganó la Supercopa y quedó cuarta en liga.
En la temporada 2021-22 fue una de las jugadoras más utilizadas por el entrenador, especialmente desde la lesión de Amanda Frisbie. En enero de 2022 se instaló la placa conmemorativa en el paseo de las leyendas del club, que acredita haber jugado más de 100 partidos en el Atlético de Madrid. Acabaron la temporada en cuarta posición a un punto de la tercera plaza que daba el último cupo para disputar la Liga de Campeones. Fueron finalistas en la Supercopa, en la que perdieron ante el F. C. Barcelona. En la Copa de la Reina el equipo cayó en octavos de final ante el Sporting de Huelva.
En la temporada 2022-23 recuperó los galones de capitana, siendo la segunda capitana por detrás de Lola Gallardo. Aunque empezó la temporada como titular, principalmente en la posición de defensa central, sufrió un esguince de rodilla por la que fue baja por dos meses. Tras recuperarse recuperó su posición en el centro de la defensa. Marcó un gol en el descuento que les dio la victoria en liga ante el Athletic, y fue elegida mejor jugadora del Atlético de Madrid del mes de febrero. El equipo no fue regular durante la temporada y cambió de técnico, acabando en cuarta posición en liga. En la Copa de la Reina se clasificaron de forma sólida para la final, en la que se enfrentaron al Real Madrid en el Estadio de Butarque de Leganés y fue titular. El equipo ganó el trofeo en la tanda de penaltis tras remontar un 2-0 adverso en el tiempo de descuento.
En la temporada 2023-24 siguió siendo titular y sobrepasó los 200 partidos con el club. En el mes de enero cayeron eliminadas en la semifinal de la Supercopa y en el mes de febrero tuvieron varios duelos directos en liga en los que no se obtuvieron buenos resultados y se distanciaron de los puestos de cabeza. Menayo fue elegida mejor jugadora del equipo en febrero. Tras la eliminación de Copa en semifinales y un mal resultado liguero Manolo Cano fue destituido y lo sustituyó el entrenador del segundo filial Arturo Ruiz. Encadenaron varias victorias consecutivas y finalmente lograron el objetivo de clasificarse para la Liga de Campeones tras ser terceras en liga. En la última jornada de liga se tuvo que retirar lesionada por una rotura de la plastia del ligamento cruzado anterior y lesión de menisco externo asociada en la rodilla derecha.
La temporada 2024-25 la pasó en blanco recuperándose de la lesión ocurrida al finalizar la campaña anterior. El Atlético de Madrid, dirigido este año por Víctor Martín, se clasificó para la Liga de Campeones en la última jornada y alcanzó la final de la Copa de la Reina, aunque cayó en la ronda previa de la competición europea y en la semifinal de la Supercopa.

## Selección
Carmen Menayo debutó con la Selección Sub-17 el 24 de marzo de 2013 en partido de la Ronda Élite para el Campeonato de Europa contra Finlandia, en el que España venció por 3 goles a 0. Menayo sustituyó a Nahikari García en el minuto 73. También jugó los otros dos encuentros de esta fase como suplente y lograron la clasificación para la fase final. Posteriormente fue convocada para disputar la fase final del VI Campeonato Europeo de Fútbol Femenino que se disputó en junio de 2013 en Nyon, Suiza. Jugó los dos partidos del campeonato como suplente, en el que el equipo cayó en semifinales por penaltis ante Suecia y logró el tercer puesto al vencer por 4 a 0 a Bélgica.
Participó en la clasificación de España para el Europeo Sub-17 de 2014, que se disputó a finales de 2014 por coincidencia con el Mundial. Fue convocada para la fase final del campeonato, en la que sólo participó como suplente en los últimos minutos de dos encuentros. España logró el subcampeonato. El subcampeonato europeo le valió a España la clasificación para el Mundial de Costa Rica. Fue de nuevo convocada para este campeonato. Aunque en la fase de grupos sólo disputó 20 minutos como suplente ante Nueva Zelanda, en las rondas eliminatorias fue titular en todos los partidos, en cuartos de final ante Nigeria, en la semifinal ante Italia y en la final ante Japón, en la que España salió derrotada y fue subcampeona del mundo.
Siguió siendo titular en la categoría. Disputó los tres encuentros de la Ronda Élite válidos para clasificarse para el Campeonato Europeo de 2015, y marcó su primer gol internacional ante Rusia el 22 de marzo de 2015. En la fase final del Europeo fue titular en todos los partidos, aunque el seleccionador, Pedro López, adelantó su posición para que jugase de extremo, y marcó el cuarto de los cinco goles de la final que ganaron ante Suiza de vaselina, además de dar tres asistencias a sus compañeras.
Tras ganar el campeonato europeo de 2015 empezó a jugar en la categoría Sub-19. Debutó en un amistoso contra Eslovaquia el 16 de septiembre de ese año. Dos días después marcó sus primeros dos goles en la categoría en un amistoso ante Inglaterra. Fue titular tanto en la fase de clasificación del Europeo de 2016 como en su fase final, que se disputó en Eslovaquia. Estuvo en el once inicial de los cinco partidos que disputó la selección, que cayó en la final ante Francia. Fue elegida en el equipo ideal del torneo.
Fue de nuevo convocada para disputar el Mundial de 2016, esta vez en la categoría sub-20. Disputó todos los minutos hasta que España cayó en la prórroga de los cuartos de final ante Corea del Norte.
En el año 2017 siguió siendo titular tanto en la fase de clasificación como en la fase final del Europeo de Irlanda del Norte. Disputó todos los minutos de la fase final en la que España se sacó la espina del anterior europeo y se proclamó campeona al vencer a Francia en la final. Dio dos asistencias de gol en el partido, la segunda dio la victoria al equipo en el último minuto del partido en una falta que remató de cabeza su compañera y amiga Patricia Guijarro. Además, volvió a ser seleccionada en el equipo ideal del campeonato.
Disputó su tercer campeonato mundial en 2018, al ser convocada para disputar el Mundial Sub-20 de Francia. De nuevo fue titular en todos los partidos del campeonato, y marcó el único gol en la victoria de la fase de grupos ante Japón. España cayó en la final al encontrarse de nuevo ante Japón, selección a la que no pudo superar esta vez, cayendo por tres goles a uno.
El 25 de septiembre de 2018 fue convocada para participar en unos entrenamientos con la Selección Absoluta.

### Participaciones en Copas Mundiales
| Copa                   | Sede               | Resultado        | Partidos | Goles |
| ---------------------- | ------------------ | ---------------- | -------- | ----- |
| Mundial Sub-17 de 2014 | Costa Rica         | Subcampeona      | 2        | 0     |
| Mundial Sub-20 de 2016 | Papúa Nueva Guinea | Cuartos de final | 4        | 0     |
| Mundial Sub-20 de 2018 | Francia            | Subcampeona      | 6        | 1     |

### Participaciones en Eurocopas
| Copa                    | Sede              | Resultado     | Partidos | Goles |
| ----------------------- | ----------------- | ------------- | -------- | ----- |
| Eurocopa Sub-17 de 2013 | Suiza             | Tercer puesto | 2        | 0     |
| Eurocopa Sub-17 de 2014 | Inglaterra        | Subcampeona   | 2        | 0     |
| Eurocopa Sub-17 de 2015 | Islandia          | Campeona      | 5        | 1     |
| Eurocopa Sub-19 de 2016 | Eslovaquia        | Subcampeona   | 5        | 0     |
| Eurocopa Sub-19 de 2017 | Irlanda del Norte | Campeona      | 5        | 0     |

## Estadísticas

### Clubes
Actualizado al último partido jugado el 15 de junio de 2024.
| Club | Div.             | Temporada     | Liga  | Liga  | Liga   | Copas nacionales(1) | Copas nacionales(1) | Copas nacionales(1) | Copas internacionales(2) | Copas internacionales(2) | Copas internacionales(2) | Total | Total | Total  | Media goleadora(3) |
| Club | Div.             | Temporada     | Part. | Goles | Asist. | Part.               | Goles               | Asist.              | Part.                    | Goles                    | Asist.                   | Part. | Goles | Asist. | Media goleadora(3) |
| --- | ---------------- | ------------- | ----- | ----- | ------ | ------------------- | ------------------- | ------------------- | ------------------------ | ------------------------ | ------------------------ | ----- | ----- | ------ | ------------------ |
| Santa Teresa · España | Primera División | 2014-15       | 29    | 1     | 0      | -                   | -                   | -                   | -                        | -                        | -                        | 29    | 1     | 0      | 0,03               |
| Santa Teresa · España | Primera División | 2015-16       | 28    | 0     | 0      | -                   | -                   | -                   | -                        | -                        | -                        | 28    | 0     | 0      | -                  |
| Santa Teresa · España | Total club       | Total club    | 57    | 1     | 0      | -                   | -                   | -                   | -                        | -                        | -                        | 57    | 1     | 0      | 0,02               |
| Atlético de Madrid · España | Primera División | 2016-17       | 21    | 1     | 1      | 3                   | 0                   | 0                   | -                        | -                        | -                        | 24    | 1     | 1      | 0,04               |
| Atlético de Madrid · España | Primera División | 2017-18       | 26    | 0     | 0      | 4                   | 0                   | 0                   | 2                        | 0                        | 0                        | 32    | 0     | 0      | -                  |
| Atlético de Madrid · España | Primera División | 2018-19       | 26    | 1     | 2      | 4                   | 0                   | 1                   | 4                        | 0                        | 0                        | 34    | 1     | 3      | 0,03               |
| Atlético de Madrid · España | Primera División | 2019-20       | 18    | 1     | 3      | 2                   | 0                   | 0                   | 4                        | 0                        | 0                        | 24    | 1     | 3      | 0,05               |
| Atlético de Madrid · España | Primera División | 2020-21       | 5     | 0     | 1      | 1                   | 0                   | 0                   | -                        | -                        | -                        | 6     | 0     | 1      | -                  |
| Atlético de Madrid · España | Primera División | 2021-22       | 27    | 0     | 1      | 3                   | 0                   | 0                   |                          |                          |                          | 30    | 0     | 1      | -                  |
| Atlético de Madrid · España | Primera División | 2022-23       | 19    | 2     | 1      | 3                   | 0                   | 0                   |                          |                          |                          | 22    | 2     | 1      | 0,09               |
| Atlético de Madrid · España | Primera División | 2023-24       | 26    | 0     | 3      | 4                   | 0                   | 1                   |                          |                          |                          | 30    | 0     | 4      | -                  |
| Atlético de Madrid · España | Total club       | Total club    | 169   | 5     | 12     | 24                  | 0                   | 2                   | 10                       | 0                        | 0                        | 203   | 5     | 14     | 0.02               |
| Total carrera | Total carrera    | Total carrera | 226   | 6     | 12     | 24                  | 0                   | 2                   | 10                       | 0                        | 0                        | 260   | 6     | 14     | 0.02               |
| (1) Incluye datos de la Copa de la Reina. (2) Incluye datos de la Liga de campeones femenina. (3) No incluye goles en partidos amistosos. |                  |               |       |       |        |                     |                     |                     |                          |                          |                          |       |       |        |                    |

### Selección
Actualizado al último partido jugado el 21 de octubre de 2021.
| Selecciones                                                                                                | Año   | Europeo(4) | Europeo(4) | Europeo(4) | Mundial (4) | Mundial (4) | Mundial (4) | Amistosos | Amistosos | Amistosos | Total | Total | Total  | Media goleadora |
| Selecciones                                                                                                | Año   | Part.      | Goles      | Asist.     | Part.       | Goles       | Asist.      | Part.     | Goles     | Asist.    | Part. | Goles | Asist. | Media goleadora |
| --- | ----- | ---------- | ---------- | ---------- | ----------- | ----------- | ----------- | --------- | --------- | --------- | ----- | ----- | ------ | --------------- |
| Sub-17 | 2016  | 2          | 0          | 0          | 6           | 3           | 1           | 3         | 0         | 0         | 11    | 3     | 1      | 0.27            |
| Sub-17 | 2017  | 11         | 5          | 6          | -           | -           | -           | -         | -         | -         | 11    | 5     | 6      | 0.45            |
| Sub-17 | 2018  | 8          | 7          | 2          | 6           | 2           | 2           | 1         | 1         | 0         | 15    | 10    | 4      | 0.67            |
| Sub-17 | Total | 21         | 12         | 8          | 12          | 5           | 3           | 4         | 1         | 0         | 37    | 18    | 11     | 0.49            |
| Sub-19 | 2019  | 10         | 6          | 4          | -           | -           | -           | 5         | 1         | 0         | 15    | 7     | 4      | 0.47            |
| Sub-19 | Total | 10         | 6          | 4          |             |             |             | 5         | 1         | 0         | 15    | 7     | 4      | 0.47            |
| Sub-20 | 2018  | -          | -          | -          | 6           | 0           | 0           | -         | -         | -         | 6     | 0     | 0      | 0               |
| Sub-20 | 2019  | -          | -          | -          | -           | -           | -           | 2         | 0         | 0         | 2     | 0     | 0      | 0               |
| Sub-20 | 2020  | -          | -          | -          | -           | -           | -           | 2         | 1         | 0         | 2     | 1     | 0      | 0.50            |
| Sub-20 | Total |            |            |            | 6           | 0           | 0           | 4         | 1         | 0         | 10    | 1     | 0      | 0.10            |
| Sub-23 | 2021  |            |            |            |             |             |             | 1         | 0         | 0         | 1     | 0     | 0      | 0               |
| Sub-23 | Total |            |            |            |             |             |             | 1         | 0         | 0         | 1     | 0     | 0      | 0               |
| Abs | 2019  |            |            |            |             |             |             | 2         | 0         | 0         | 2     | 0     | 0      | 0               |
| Abs | 2020  | 1          | 1          | 0          |             |             |             |           |           |           | 1     | 1     | 0      | 1.00            |
| Abs | 2021  | 2          | 1          | 0          |             |             |             |           |           |           | 2     | 1     | 0      | 0.50            |
| Abs | Total | 3          | 2          | 0          |             |             |             | 2         | 0         | 0         | 5     | 2     | 0      | 0.40            |
| (4) Se incluyen partidos en fases clasificatorias, no incluye Torneo de Exentos ni Torneo Desarrollo UEFA. |       |            |            |            |             |             |             |           |           |           |       |       |        |                 |

## Palmarés

### Campeonatos nacionales
| Título              | Club               | País   | Año     |
| ------------------- | ------------------ | ------ | ------- |
| Primera División    | Atlético de Madrid | España | 2016-17 |
| Primera División    | Atlético de Madrid | España | 2017-18 |
| Primera División    | Atlético de Madrid | España | 2018-19 |
| Supercopa de España | Atlético de Madrid | España | 2021    |
| Copa de la Reina    | Atlético de Madrid | España | 2022-23 |

### Campeonatos internacionales
| Título         | Equipo              | Sede              | Año  |
| -------------- | ------------------- | ----------------- | ---- |
| Europeo Sub-17 | Selección de España | Islandia          | 2015 |
| Europeo Sub-19 | Selección de España | Irlanda del Norte | 2017 |

### Distinciones individuales
| Distinción                                                                                 | Año     |
| ------------------------------------------------------------------------------------------ | ------- |
| Equipo del Europeo Sub-19                                                                  | 2016    |
| Equipo del Europeo Sub-19                                                                  | 2017    |
| Extremeños de HOY                                                                          | 2017    |
| Insignia de oro de la Federación Extremeña de Fútbol                                       | 2018    |
| Premios Extremadura del Deporte 2017 en la Categoría de Mejor Deportista Absoluta Femenina | 2018    |
| Once ideal de Marca en la Jornada 12 de la Primera Iberdrola                               | 2019-20 |
| Once Ideal de la Jornada 12 de Primera Iberdrola                                           | 2019-20 |
| Jugadora 5 Estrellas del Atlético de Madrid de la Primera Vuelta                           | 2019-20 |
| Jugadora 5 Estrellas del mes de febrero del Atlético de Madrid                             | 2022-23 |

## Vida personal
Ha estudiado fisioterapia pero cambió sus estudios por el grado de Ciencias de la Actividad Física y el Deporte. Menayo mantuvo una relación con su compañera de equipo Lola Gallardo.